# Кореневка (Фатезький район)
Кореневка (рос. Кореневка) — хутір в Фатезькому районі Курської області Російської Федерації.
Населення становить 32 особи. Входить до складу муніципального утворення Великожировська сільрада.

## Історія
Населений пункт розташований на території українського етнічного та культурного краю Східна Слобожанщина.
Від 2004 року входить до складу муніципального утворення Великожировська сільрада.

## Населення
| 2002 | 2010 |
| ---- | ---- |
| 33   | ↘32  |